# Reviens petite Sheba
Pour plus de détails, voir Fiche technique et Distribution.

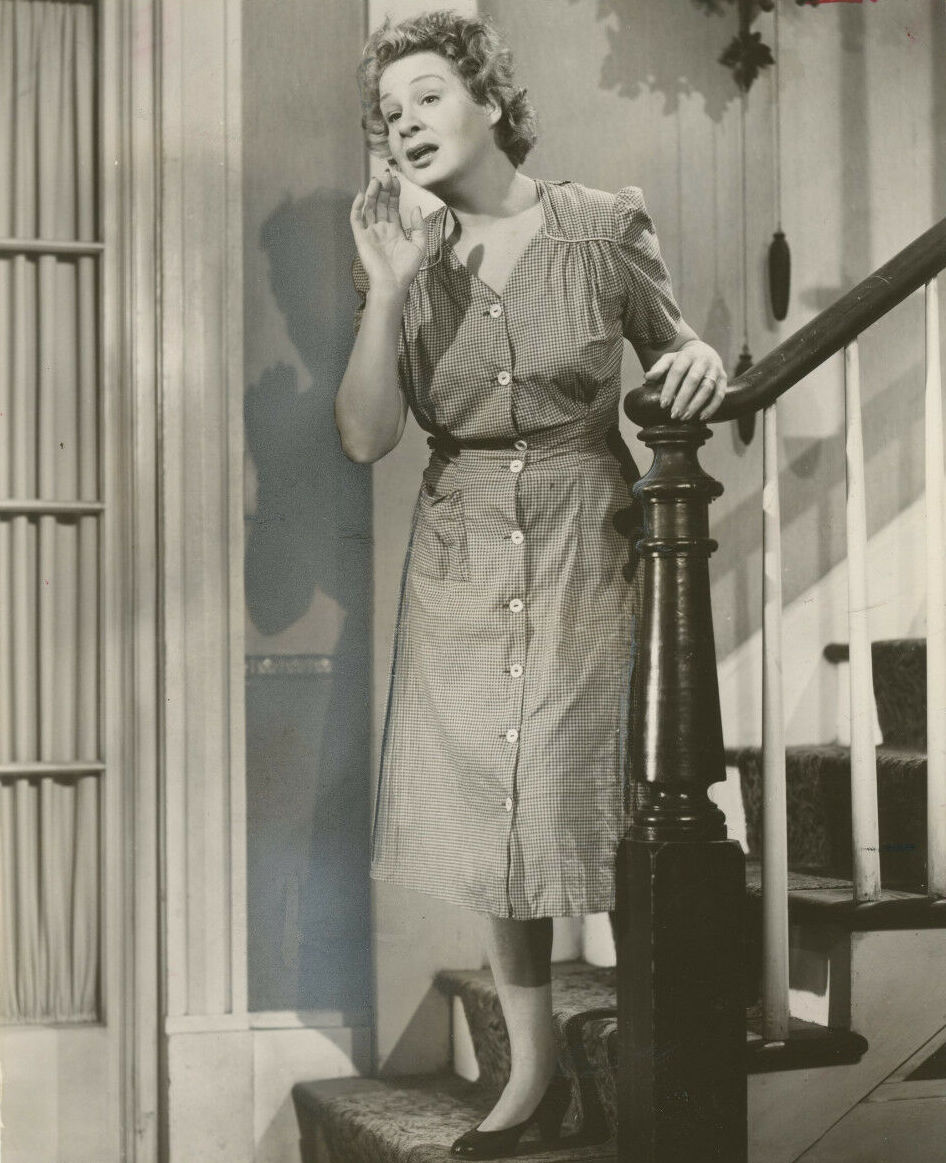
Shirley Booth.

Reviens petite Sheba (Come Back, Little Sheba) est un film américain en noir et blanc réalisé par Daniel Mann, sorti en 1952.

## Synopsis
Lola Delaney, femme au foyer aimant à la folie son mari, est aussi une femme désœuvrée, cherchant désespérément à combler le vide de sa vie en chouchoutant son mari, le docteur Delaney. Elle l'appelle « Daddy ». C'est aussi une femme qui ne se remet pas de la disparition de son petit chien, Sheba. Après des mois, des années, sans cesse elle rappelle au « doc » combien il lui manque.
Un jour, une jeune étudiante, Marie Buckholder, répondant à une petite annonce, vient loger chez eux moyennant six dollars par mois. Pour Doc Delaney cette jeune fille, belle et pleine de vie, contraste avec son épouse, terne, rabâcheuse et peu soignée. C'est un alcoolique, membre des alcooliques anonymes. Cela fait un an qu'il a cessé de boire. Aussi demande-t-il à son épouse Lola de ne pas dévoiler cette tare à la nouvelle locataire.
On apprend, au cours des discussions du couple, qu'en leur temps ils ont eu un enfant alors qu'ils n'étaient que des jeunes insouciants. L'enfant est mort à la naissance, mais Doc a dû quitter ses études et épouser Lola. Depuis lors, son père ne lui parle plus et sa mère n'a pu la voir que brièvement lors de rares passages chez les Delaney.
Les va-et-vients de la jeune Marie avec son petit copain Turk déplaisent fortement au Doc et lorsqu'un soir il croit les surprendre en train de commettre l'irréparable, il reprend la bouteille qui était enfermée depuis un an dans le placard. Seule l'intervention d'amis et de la voisine empêche Doc de tuer sa femme.
Une nouvelle désintoxication plus tard, Doc retrouve son épouse chez lui. Marie est partie et s'est finalement mariée avec Huston. Les Delaney reprennent leur train-train quotidien et renouvellent leur amour. Lola, alors qu'elle prépare le petit-déjeuner de son mari, lui fait part d'un rêve étrange dans lequel, finalement, elle admet que sa petite Sheba doit être morte à présent.

## Fiche technique
- Titre : Reviens petite Sheba
- Titre original : Come Back, Little Sheba
- Réalisation : Daniel Mann
- Scénario : Ketti Frings (en), d'après la pièce éponyme de William Inge
- Musique : Franz Waxman
- Décors : Sam Comer et Ross Dowd
- Maquillage : Wally Westmore
- Costumes : Edith Head
- Effets visuels : Gordon Jennings
- Photographie : James Wong Howe
- Montage : Warren Low
- Producteur : Hal B. Wallis
- Société de production : Hal Wallis Productions
- Société de distribution : Paramount Pictures
- Pays de production :  États-Unis
- Langue d'origine : anglais américain
- Format : noir et blanc — pellicule : 35 mm — image : 1,37:1 — son : mono (Western Electric Recording)
- Genre : drame
- Durée : 99 min
- Dates de sortie : 
  - États-Unis : 23 décembre 1952 (première, New York City)
  - France : 29 avril 1953
- Affiche : Boris Grinsson (France)

## Distribution
- Burt Lancaster : Doc Delaney
- Shirley Booth : Lola Delaney
- Terry Moore : Marie Buckholder
- Richard Jaeckel : Turk Fisher
- Philip Ober : Ed Anderson
- Edwin Max : Elmo Huston
- Peter Leeds (non crédité) : le laitier

## Distinctions
- Oscar de la meilleure actrice pour Shirley Booth.
- Prix d'interprétation féminine pour Shirley Booth au Festival de Cannes 1953[1].